# Síndrome de Muenke

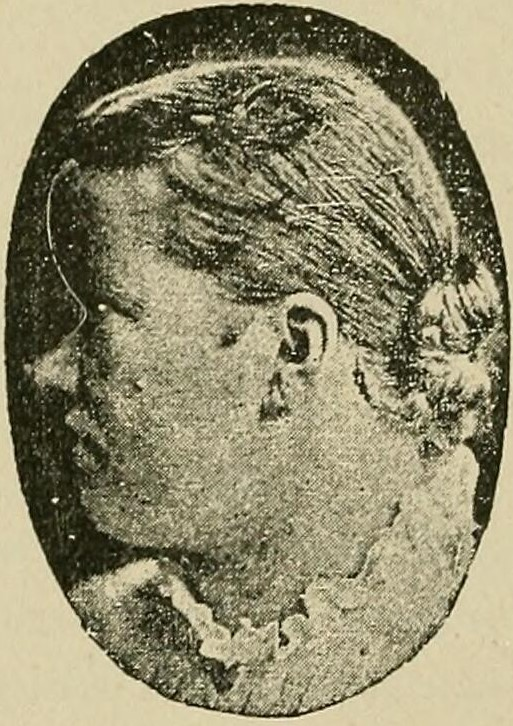
Mujer de 32 años con una forma craneal que indica un síndrome de Muenke

El Síndrome de Muenke es un trastorno asociado con la presencia de una variante mutagénica conocida como FGFR3, que resulta en una proteína diferente y que caracteriza la patogenicidad de este síndrome como causante de la craneosinostosis. Recibe el nombre del médico alemán Max Muenke, que descubrió esta enfermedad en 1996. Generalmente la encontramos asociada como sinostosis y mutación de P250R (proteína defectuosa).
A nivel molecular, los cambios se producen en el receptor 3 del factor de crecimiento de fibroblastos, desarrollando unos cambios en el fenotipo que no son tan apreciables físicamente como el resto de síndromes de craneosinostosis. Ocurre en aproximadamente 1 de cada 30.000 recién nacidos y está asociada con el 8% de los casos de craneosinostosis.
El Síndrome de Muenke se hereda de forma autosómica dominante.

## Síntomas
Las características típicas de este trastorno comparten sintomatología con otros síndromes relacionados con la craneosinostosis, como el síndrome de Apert, el síndrome de Pfeiffer o el síndrome de Crouzon. Entre ellas se encuentran:
- Retraso en el desarrollo.
- Epilepsia.
- Anomalías intracraneales.
- Problemas para el aprendizaje.
- Ojos muy separados.
- Pérdida o disminución de la audición.
- Pulgares anchos y dedos de los pies grandes.
- Clinodactilia.
- Estrabismo.
- Fusión vertical cervical.

Aunque estos sean los síntomas más comunes, han aparecido casos con proptosis, y polidactilia. En añadida, se han encontrado diferencias fenotípicas notables entre la sintomatología de miembros de la misma familia que padecen la enfermedad.

## Diagnóstico
Uno de los principales retos a la hora de determinar si la craneosinostosis se produce por la mutación propia del síndrome de Muenke es la gran variabilidad en el fenotipo entre los que padecen el trastorno.
Las posibles variaciones en el fenotipo craneal se determinan mediante radiografías y/o Tomografía axial computarizada (TAC) del cráneo. Sin embargo, para poder determinar que la craneosinostosis u otras de las posibles deficiencias con respecto al fenotipo silvestre se deben al síndrome de Muenke, se debe recurrir a un análisis genético tras las pruebas físicas.
El diagnóstico de síndrome de Muenke se establece mediante la identificación de una variante patogénica heterocigótica c.749C> G (p.Pro250Arg) en FGFR3 mediante pruebas genéticas moleculares. Los enfoques de las pruebas genéticas moleculares pueden ser pruebas de un solo gen o usar de un panel multigénico.
La estrategia a seguir consiste en la detección de las variantes del gen FGFR1, FGFR2, FGFR3 y TWIST de forma que sea posible señalar el síndrome que está causando la craneosinostosis, utilizando para ello los exones que flanquean dicho gen.

## Tratamiento

### Seguimiento y evaluación
Para conocer y controlar la evolución de la enfermedad en un individuo diagnosticado del síndrome de Muenke, se recomiendan seguir las siguientes evaluaciones:
- Evaluación de la sutura mediante radiografías y TAC craneales.
- Evaluación para la hidrocefalia por Imagen de Resonancia Magnética o TAC.
- Seguimiento de la queropatía.
- Seguimiento y control de la audición.
- Evaluación del desarrollo en niños.
- Evaluación oftalmológica, incluyendo la detección del estrabismo y evaluar el edema de la papila, signo del aumento de la presión intracraneal.
- Radiografía de pies y manos.
- Consulta genética médica.

Los niños que padezcan el síndrome de Muenke y craneosinostosis deben de ser recomendados a un pediatra con experiencia en el campo clínico craneofacial. Dependiendo de la severidad, la primera operación de reparación de la craneosinostosis se realizará entre los 3 y 6 meses de edad.

### Asesoramiento genético
Ya que esta enfermedad posee una herencia autosómica dominante, es necesario evaluar su aparición en el historial familiar, y los riesgos de aparición en la descendencia.
La mayor parte de los individuos diagnosticados con el síndrome de Muenke, tienen un familiar afectado. También puede darse el caso, aunque en menor proporción, de que la enfermedad aparezca por una mutación de novo, siendo las causas desconocidas y generalmente de origen paternal.
El riesgo de aparición de la enfermedad en la descendencia si uno de los niños ha sido diagnosticado, es del 50%, debido a que la penetrancia genética es reducida y el fenotipo es variable incluso en la misma familia. Si los padres no están afectados por el síndrome de Muenke, el riesgo disminuye.
Para evaluar el riesgo es recomendado realizar una prueba genética molecular en los familiares del niño, partiendo de sus padres y hermanos, alcanzando el mayor número posible de familiares.